# Municipio de Beseman
El municipio de Beseman (en inglés: Beseman Township) es un municipio ubicado en el condado de Carlton en el estado estadounidense de Minnesota. En el año 2010 tenía una población de 137 habitantes y una densidad poblacional de 1,47 personas por km².

## Geografía
El municipio de Beseman se encuentra ubicado en las coordenadas 46°42′30″N 93°1′34″O / 46.70833, -93.02611. Según la Oficina del Censo de los Estados Unidos, el municipio tiene una superficie total de 93.25 km², de la cual 93,14 km² corresponden a tierra firme y (0,12 %) 0,11 km² es agua.

## Demografía
Según el censo de 2010, había 137 personas residiendo en el municipio de Beseman. La densidad de población era de 1,47 hab./km². De los 137 habitantes, el municipio de Beseman estaba compuesto por el 100 % blancos. Del total de la población el 2,19 % eran hispanos o latinos de cualquier raza.